# اربنور موچولی
اربنور موچولی (انگلیسی: Arbnor Muçolli؛ زادهٔ ۱۵ سپتامبر ۱۹۹۹) بازیکن فوتبال اهل دانمارک است.
از باشگاه‌هایی که در آن بازی کرده‌است می‌توان به باشگاه فوتبال وایله بلدکلوب اشاره کرد.
وی همچنین در تیم‌های ملی فوتبال زیر ۱۸ سال دانمارک، زیر ۲۱ سال آلبانی و آلبانی بازی کرده‌است.